# Robert Bonfils (artiste français)
Pour les articles homonymes, voir Robert Bonfils et Bonfils.
Robert Bonfils, né le 15 octobre 1886 à Paris 10e et mort à Paris 7e le 4 octobre 1971, est un illustrateur, peintre, graveur (gravure sur bois et eau-forte), lithographe et relieur français de style Art déco.

## Biographie
Robert Bonfils est élève de l'École Germain-Pilon en 1903, y ayant pour condisciples Pierre Legrain et Robert Delaunay, de l'École nationale supérieure des arts décoratifs en 1905 et de l'École nationale supérieure des beaux-arts de Paris de 1906 à 1909. Il expose notamment au Salon des artistes français.

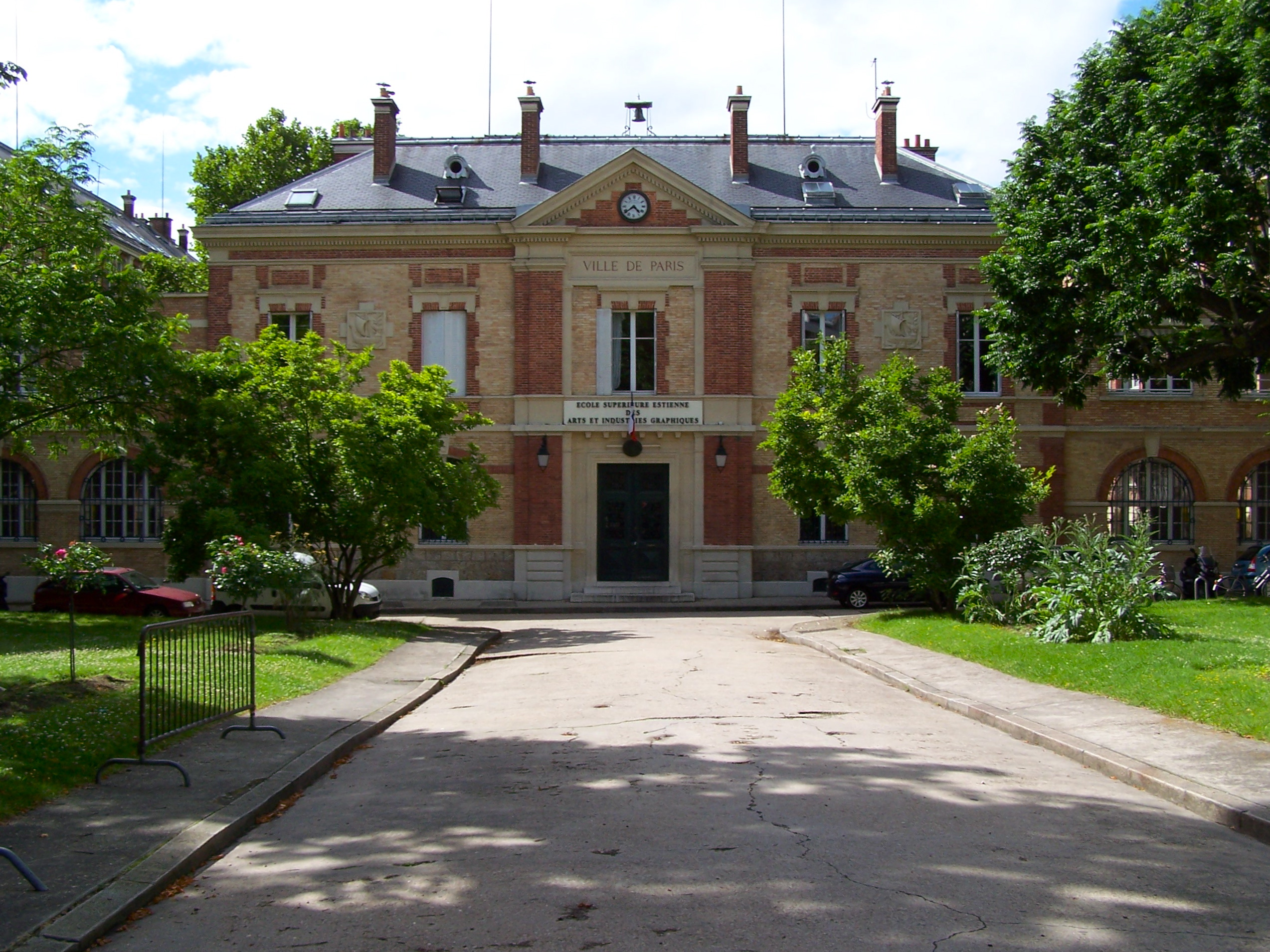
École Estienne, Paris

Installé au 11, avenue Constant-Coquelin dans le 7e arrondissement de Paris, Robert Bonfils est professeur à l'école Estienne de 1919 à 1951 et y est consacré comme l'un des « illustres ». Il est également professeur au collège technique de jeunes filles de la rue Duperré et chargé de conférences à l'École nationale supérieure des arts décoratifs.
Son affiche de 1925 annonçant l'Exposition internationale des arts décoratifs et industriels modernes demeure perçue comme l'image-symbole de l'ampleur du mouvement Art-déco en tant que phénomène artistique. C'est de la collaboration de la manufacture de porcelaine de Sèvres avec des artistes comme Robert Bonfils, constate ainsi Léon Deshairs, que naîtront les grandes créations liées aux tendances du Style 1925, lorsque Georges Lechevallier-Chevignard - administrateur de la manufacture de 1920 à 1938 - décide d'établir un vaste programme de renouvellement artistique : « Robert Bonfils, confirme Isabelle Laurin, donne ainsi libre cours à sa création éditoriale, fusionnant les genres, décorant avec autant d'humour des livres et des porcelaines devenues son nouveau terrain de jeu », à l'instar d'une Chasse au tigre qu'il peint alors sur un vase.
Ce n'est qu'en 1945-1946 que Robert Bonfils peut accomplir au Canada une mission pour laquelle il avait été désigné en 1939, poursuivant celle-ci par des expositions et des conférences aux États-Unis. Une invitation du gouvernement du Québec le fera revenir au Canada en 1947.
En 1946, avec Rose Adler, Jacques Anthoine-Legrain, Paul Bonet, Georges Cretté et Henri Creuzevault, Robert Bonfils est l'un des six fondateurs de la Société de la reliure originale.

## Distinctions
- Officier de la Légion d'honneur (1938)

## Œuvres

### Contributions bibliophiliques
- Francis Jammes, Clara d'Ellébeuse, ou l'histoire d'une ancienne jeune fille, illustrations de Robert Bonfils, Mercure de France, 1912.
- Paul Verlaine, Fêtes galantes, dessins et vignettes de Robert Bonfils, cinq cents exemplaires numérotés, Éditions Albert Messein, 1915.
- Les hymnes alliés, suite de douze lithographies originales par Robert Bonfils, Georges d'Espagnat, Hermann-Paul, Roger Grillon, Henri de Groux et Lucien Laforge, Le Nouvel Essor, Paris, 1916.
- Images symboliques de la Grande Guerre, portfolio, sept gravures sur bois en couleurs, Paris, 1916.
- Henri-Pierre Roché, Deux Semaines à la conciergerie pendant la bataille de la Marne, trente-cinq dessins de Robert Bonfils, cent cinquante exemplaires numérotés, les cent dis premiers coloriés à la main, Paris, Attinger, 1916.
- Paul Claudel, Sainte Cécile, frontispice, vignettes et culs-de-lampe de Robert Bonfils, Art catholique, 1918.
- Gérard de Nerval, Sylvie, vingt-huit gravures sur bois par Robert Bonfils, Société littéraire de France, 1919.
- Lover, Au moins, soyez discret, poèmes enrichis de soixante quinze têtes de chapitre, soixante quinze culs-de-lampe et dix-huit illustrations hors-texte par Robert Bonfils, cinq cents exemplaires numérotés, Librairie Georges Cres, Paris, 1919.
- Henri de Régnier, les Rencontres de Monsieur de Bréot, illustrations de Robert Bonfils, cinq cent soixante exemplaires, Éditions René Kieffer, 1919.
- Henri de Régnier, La double maîtresse, bois gravés en frontispice et en ornements par Robert Bonfils, mille deux cent cinquante exemplaires numérotés, Société littéraire de France, 1920.
- Henri de Régnier, Le trèfle rouge ou les amants singuliers, vingt illustrations coloriées au pochoir par Robert Bonfils, sept cent cinquante exemplaires numérotés, La Renaissance du livre, 1920.
- Louise Labbé, Les sonnets, six gravures sur bois par Robert Bonfils, Léon Pichon imprimeur, 1920.
- Francis de Miomandre, L'art du graissage, vingt-cinq dessins de Robert Bonfils, La Belle éditions, Paris, 1920.
- The new Keepsake for the year, gravures originales par Robert Bonfils, André Dunoyer de Segonzac, Démétrios Galanis, Marcel Gromaire, Jean Émile Laboureur, Marie Laurencin, Rupert Lee, Paul Nash, Edgar Tytgat, C. Bloch, libraire à Paris, 1920.
- Albert Samain, Le chariot d'or, frontispice, bandeaux, culs-de-lampe et quinze gravures hors-texte par Robert Bonfils, collection « Bibliothèque du bibliophile (poètes) », Henri Lardanchet, libraire-éditeur à Lyon, 1920.
- Francis Jammes, Épitaphes, Art catholique, 1921.
- Maurice des Ombiaux, Nouveau manuel de l'amateur de Bourgogne, frontispice et ornements gravés sur bois par Robert Bonfils, L. Rouart et J. Watelin éditeurs, 1921.
- Gérard d'Houville, Modes et manières d'aujourd'hui, illustrations de Robert Bonfils, trois cents exemplaires numérotés, Paris, 1922[10].
- Colette, La retraite sentimentale, illustrations de Robert Bonfils, mille exemplaires numérotés, Éditions de la chimère, 1922.
- Dessins et épreuves pour les jardins du Château de Vert-Cœur en Île-de-France, Éditions de Vert-Cœur, Milon-la-Chapelle, 1923.
- Les cent vues de Paris, orné de cent trente reproductions de photographies choisies et commentées par Robert Bonfils, Larousse, Paris, 1924.
- Robert-Louis Stevenson, Voyage avec un âne dans les Cévennes suivi de Au fil de l'Oise, sept cent cinquante exemplaires numérotés dont soixante-quinze enrichis en frontispice d'une eau-forte originale de Robert Bonfils, Librairie Stock, Delamain et Boutelleau, Paris, 1925.
- La Châtelaine de Vergi, conte du XIIIe siècle, ornements et gravures de Robert Bonfils, Imprimerie Frazier-Soye pour la typographie, Schott et Bonnet pour les gravures et ornements, 1926.
- Vues de Paris, Portfolio de seize gravures sur bois en couleurs par Robert Bonfils, Éditions Louis Rouart, 1926.
- Tessie Jones, Bagatelles, vingt illustrations coloriées au pochoir par Robert Bonfils, Paris (sans nom d'éditeur), 1926.
- André Beucler, Le carnet de rêves, eaux-fortes originales de Robert Bonfils, Éditions du Raisin, 1927.
- François Bernouard, La fèvre d'amour, couverture et illustrations de Robert Bonfils, Éditions François Bernouard, 1927.
- Abbé Prévost, Histoire de Manon Lescaut et du Chevalier des Grieux, vingt-deux lithographies originales coloriées au pochoir par Robert Bonfils, cent soixante-treize exemplaires numérotés, Éditions Jules Meynial, 1928.
- Deux cents vues de Paris - Guide des musées, églises, monuments, bibliothèques, curiosités, spectacles, orné de deux cents reproductions photographiques choisies et commentées par Robert Bonfils, Larousse, 1930.
- Boissettes en Île-de-France, propriété de M. Paul-Adrien Gillon, lithographies originales de Robert Bonfils, Éditions de la ville de Boissettes, 1931.
- Guy de Maupassant (préface de René Daumesnil), La maison Tellier suivi de Mademoiselle Fifi, illustrations de Robert Bonfils, Librairie de France, 1934.
- Gustave Flaubert, La légende de Saint-Julien l'Hospitalier, eaux-fortes de Robert Bonfils, Éditions de l'École Estienne, 1937.
- Guy de Maupassant (préface de René Daumesnil), Poésie - Théâtre, illustrations de Robert Bonfils, 1938.
- Louis Codet, César Capéran ou la tradition, lithographies originales de Robert Bonfils, cent cinquante exemplaires numérotés, Compagnie française des arts graphiques, 1943.
- Charles Baudelaire, Poèmes, illustrations de Robert Bonfils, Les éditions du Raisin, 1945.
- Jean de Tinan, La petite Jeanne pâle, dix-huit lithographies en couleurs par Robert Bonfils, trois cent dix exemplaires numérotés, Compagnie française des arts graphiques, 1945.
- Pierre Ronsard, Joachim du Bellay, Louise Labé, Rémy Belleau, Étienne Jodelle, Agrippa d'Aubigné, José Maria de Heredia (préface d'Yves-Gérard Le Dantec), Sonnets d'amour, frontispice d'André Dunoyer de Segonzac, vignette de titre et bandeau de Robert Bonfils,, eaux-fortes de Camille Berg, Michel Ciry, Luc-Albert Moreau, Jean-Gabriel Daragnès, Jean Frelaut, Maurice Savin, André Jacquemin, Démétrios Galanis, Henri Vergé-Sarrat, Jacques Boullaire, Roger Wild, Jean-Eugène Bersier, Hermine David, Marie Laurencin, Henry de Waroquier, Édouard Goerg, André Dignimont, Yves Brayer, 326 exemplaires numérotés, Compagnie française des arts graphiques, 1943.

### Affiche
- Exposition de la gravure sur bois, pavillon de Marsan, Paris, janvier-février 1922[11].
- Exposition internationale des arts graphiques et industriels modernes, Ministère du commerce et de l'industrie, Imprimerie de Vaugirard, 1925[12].
- Salon d'automne, 1928.
- Cognac Hennessy - La Draisienne, 1939.

### Estampes
- Graveur tirant une planche, 1921, xylographie, 45 x 42 cm. Nemours, Château-Musée, 2022.0.70.

### Œuvre textile

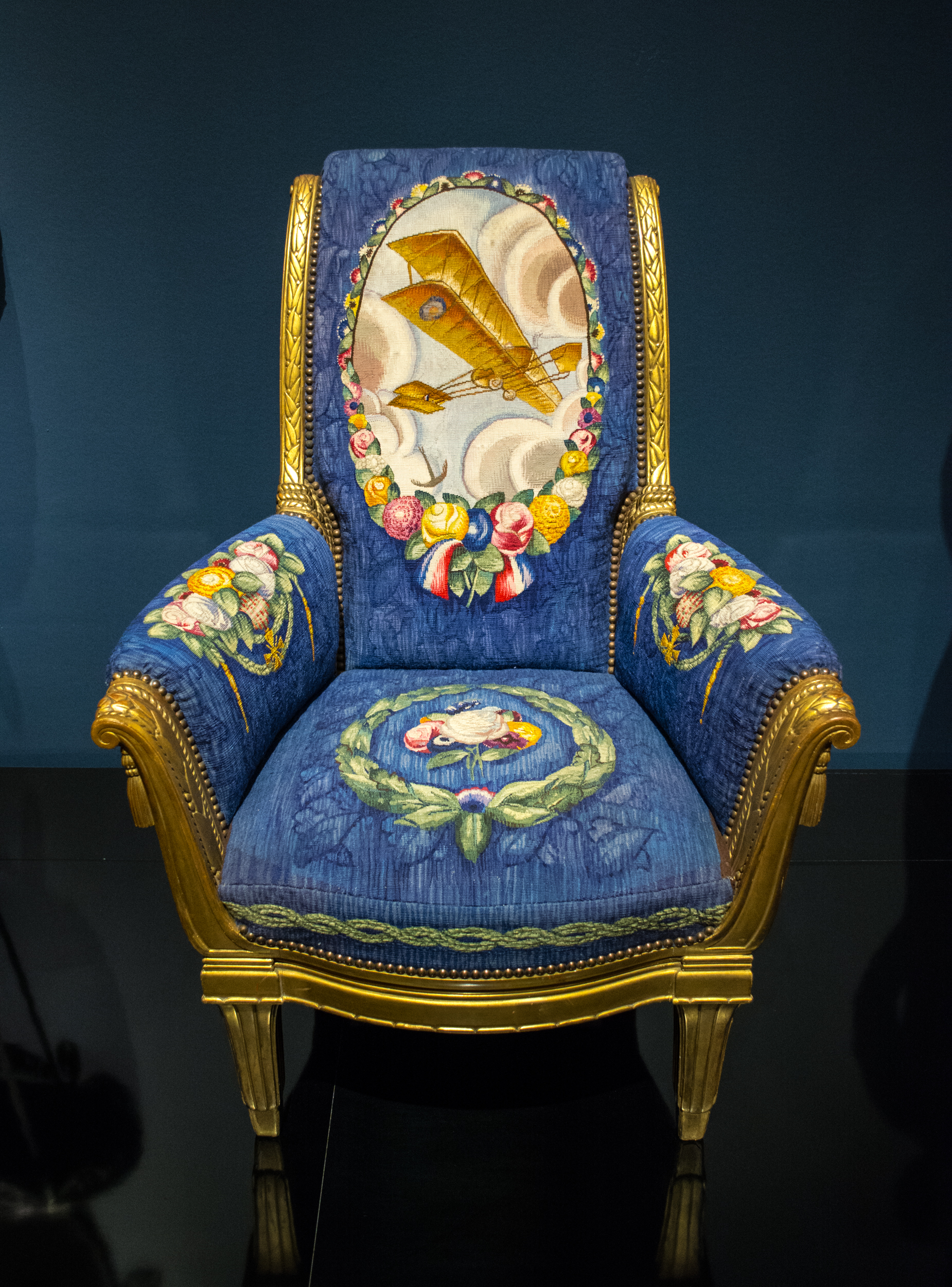
Bergère à la tapisserie L'aviation

- Bergère à la tapisserie L'aviation, Manufacture des Gobelins, 1922-1925[13].
- Le tapis de guerre, Manufacture des Gobelins.

### Porcelaine
- Vases édités par la Manufacture nationale de Sèvres[14].

### Publications
- La gravure et le livre, préface de Sylvain Sauvage, Éditions de l'École Estienne, 1937.
- Initiation à la gravure, Éditions R. Ducher, Paris, 1939.
- Sylvain Sauvage, artiste du livre, directeur du collège technique Estienne, 1888-1948, Éditions de l'École Estienne, 1948.
- co-écrit avec Robert Ranc, Art graphique, Institut national des arts graphiques, 1950.

## Expositions personnelles
- Galerie Barreiro, Paris, 1933[15].
- Galerie Katia Granoff, Paris, 1958[16].

## Expositions collectives
- Salon d'automne, Paris, à partir de 1909.
- 2e et 3e expositions de la Société de la gravure sur bois originale, Union centrale des arts décoratifs, pavillon de Marsan, palais du Louvre, Paris, janvier-février 1922 et mai 1923.
- Exposition internationale des arts décoratifs et industriels modernes, Ministère du commerce et de l'industrie, Paris, avril-octobre 1925[12].
- Salon des Tuileries, Paris, 1928[17].
- Le décor de la vie de 1900 à 1925, Pavillon de Marsan, Paris, 1937[18].
- Exposition La reliure originale, Bibliothèque nationale de France, Paris, 1947, 1953, 1959, 1965 ; Centro del bel libro, Ascona, 1969.
- Bimillénaire de Paris - Comité Montparnasse - Exposition de peintres et sculpteurs de l'École de Paris, La Coupole, Paris, juin-juillet 1951[3].
- Les années 25, Musée des arts décoratifs, Paris, 1966[18].
- Visages d'artistes - Les autoportraits de la collection Gérald Schurr, Musée Courbet, Ornans, 1984.
- Raoul Dufy et ses contemporains - La création textile de 1910 à 1950, Galerie Beddington Fine Art, Bargemon, août-octobre 2004.
- Hommage aux six fondateurs de la Société de la reliure originale, Bibliothèque historique de la ville de Paris, juin-juillet 2007[9].
- Limousin 14-18, Musée d'art et d'archéologie de Guéret, novembre 2008 - janvier 2009[19].
- Limoges 14-18 - Être artiste dans la Grande Guerre, Musée de la Résistance et de la Déportation de Limoges, février-août 2015[20].

## Réception critique
- « Robert Bonfils à la Galerie Barreiro - La nature de l'artiste : besoin d'exprimer avec force, et même avec violence, ce qu'il ressent. Bonfils ne craint pas d'appuyer sur les accents, d'accuser les plans, de faire jaillir des reliefs, de rechercher avant tout dans ses toiles l'équilibre de puissants volumes... Aucun détail. Rien que des masses. Cette recherche de l'effet, souvent condamnable, ne manque pas ici de noblesse. » - Louis Chéronnet[15]
- « Robert Bonfils a pratiqué toutes les techniques de l'estampe avec une élégante désinvolture et un sens très affiné de la mode. À la veille de la guerre, il occupe une place de choix dans le groupe qui illustre La Gazette du bon ton. L'imagerie naïve de la Restauration, les libertés de Constantin Guys, le chatoiement des ballets russes, les abréviations provocantes des burinistes et des xylographes d'avant-garde lui fournissent les éléments d'une savoureuse mixture qui est le goût parisien de ce temps. » - Jean Laran et Jean Adhémar[11]
- « Bonfils, à qui nous devons des reliures, étoffes, estampes d'un goût si ingénieux, est aussi, et surtout, un coloriste robuste qui construit largement, équilibre ses plans avec sûreté et use d'une matière qui vieillira bien. » - Louis Vauxcelles[21]
- « Ses premières peintures présentent des tons virulents ; ses illustrations de couleurs fraîches, d'une ligne élégamment étirée, épousent la cadence et l'harmonie feutrée des poèmes qu'ils accompagnent, ceux de Verlaine et de Francis Jammes. » - Gérald Schurr[22]
- « Une belle audace dans la stylisation des formes, dans l'élégance des arabesques. Un illustrateur de grand style dont l'œuvre peint reste sous-estimé. » - Gérald Schurr[23]
- « Considéré comme un représentant typique du style Art déco... Ce style, il l'a surtout développé par la ferme élégance stylisée de son trait, dans ses gravures et illustrations pour de très nombreux ouvrages littéraires. » - Dictionnaire Bénézit[18]

## Distinctions
- Chevalier de la Légion d'honneur en 1926.
- Officier de la Légion d'honneur en 1938.

## Œuvres dans les collections publiques

### Belgique
- Bruxelles, Fondation Roi-Baudouin : Fonds Michel Wittock[24].

### Canada
- Ottawa : musée des beaux-arts du Canada : Chez le photographe, gravure[25].

### États-Unis
- Claremont : Pomona College Museum of Art.
- Los Angeles : Musée d'art du comté de Los Angeles, Exposition internationale des arts décoratifs et industriels modernes, 1925, affiche.
- Minneapolis : Minneapolis Institute of Art : Exposition internationale des arts décoratifs et industriels modernes, 1925, affiche[26].
- New York :
  - Brooklyn Museum : Exposition internationale des arts décoratifs et industriels modernes, 1925, affiche[27].
  - Metropolitan Museum of Art : une gouache[28].
  - Cooper–Hewitt, Smithsonian Design Museum :
    - L'Aviation, 1922-1925, tapisserie de bergère[13] ;
    - textiles imprimés par Bianchini-Férier : Venise, 1925[29], et Feuilles, 1931[30].
- Portland, Portland Art Museum : Images symboliques de la Grande Guerre, sept gravures sur bois, 1916.
- Providence, Brown University Library : Les Hymnes alliés, suite lithographique, 1916.

### France
- Paris :
  - Cabinet des estampes de la Bibliothèque nationale de France : lithographies.
  - Fonds d'art contemporain - Paris Collections :
    - La Belle-Épine, lithographie 50,5x66,5cm[31] ;
    - Louis Jouvet dans Don Juan, lithographie 37,7x28cm[32] ;
    - Valse, gouache 36x50,5cm[33].

  - Haut comité de la jeunesse, des sports et des loisirs, Vieux noyer à Vézelay, huile sur toile 55x46cm (dépôt du Centre national des arts plastiques)[34].
  - Institut national d'histoire de l'art, fonds Robert Bonfils, gravures et correspondance.
  - Manufacture des Gobelins : Le Tapis de guerre.
  - Manufacture nationale de Sèvres, Les quatre parties du monde, dessin, vers 1924 (dépôt du Centre national des arts plastiques)[35].
  - musée des arts décoratifs : Exposition internationale des arts décoratifs et industriels modernes, 1925, affiche[12].
  - Musée Carnavalet : Exposition internationale des arts décoratifs et industriels modernes, 1925, affiche[36].
- Chalcographie du Musée du Louvre, Marché en Bresse, gravure (dépôt du Centre national des arts plastiques)[37].
- Puteaux, Fonds national d'art contemporain, Maquette d'affiche publicitaire Hare, gouache 31,4x24,7cm[38].
- Rouen : Musée national de l'Éducation, Les hymnes alliés - Le Tsar Nicolas II, à cheval, caracolant devant ses troupes, gravure sur bois[39].
- Musée d'Art moderne et contemporain de Strasbourg, Le soir, aquarelle et gouache 47,8x62,8cm, 1917 (dépôt du Centre national des arts plastiques)[40].

### Japon
- Musée d'art moderne de Tokyo.

### Pays-Bas
- Rijksmuseum, Amsterdam : Exposition internationale des arts décoratifs et industriels modernesn 1925, affiche.

### Royaume-Uni
- Londres, Victoria and Albert Museum : Exposition internationale des arts décoratifs et industriels modernes, 1925, affiche[41].

## Collections privées
- Ancienne collection Roger Grillon : Scène de parc, aquarelle gouachée, dédiée « À Roger Grillon, très amicalement - Robert Bonfils »[42].
- Ancienne collection Gérald Schurr : Autoportrait, 1938, 73 × 50 cm[43].

## Élèves
- Pierre Faucheux.
- Louis-Joseph Soulas. de 1919 à 1922